# Enrique González
Enrique González Esparza (Veracruz, 10 settembre 1968) è un ex cestista messicano.

## Carriera
Con il Messico ha disputato sei edizioni dei Campionati americani (1988, 1989, 1992, 1997, 2001, 2005).